# 朱利安·阿布萨隆
朱利安·阿布萨隆（法語：Julien Absalon，1980年8月16日—），法国男子自行车运动员，出生于勒米尔蒙。他曾代表法国参加2004年、2008年、2012年和2016年夏季奥林匹克运动会自行车比赛，共获得二枚金牌。